# Regnar Oliefelt
Regnar Oliefelt är ett inaktivt oljefält i den danska delen av Nordsjön. Det upptäcktes 1979 och togs i drift 1993. Reservoaren ligger i kalksten 1 700 meter under havsytan.